# Mieke Kröger
Mieke Kröger (Bielefeld, 18 de julho de 1993) é uma ciclista alemã que compete nas modalidades de estrada e pista.
Em estrada tem obtido três medalhas no Campeonato Mundial de Ciclismo em Estrada entre os anos 2015 e 2019, e uma medalha de prata no Campeonato Europeu de Ciclismo em Estrada de 2019.
Em pista tem obtido duas medalhas no Campeonato Europeu de Ciclismo em Pista, prata em 2014 e bronze em 2018.

## Trajectória desportiva
Entre 2010 e 2011 obteve quatro campeonatos juvenis da Alemanha, três em estrada e um em pista, e ademais foi terceira na contrarrelógio do Mundial Juvenil de 2011.
Em 2012 começou a participar em carreiras internacionais de estrada com a selecção alemã, ganhando a carreira de um dia Sparkassen Giro e ficando segunda na contrarrelógio do Campeonato Europeu sub-23. Enquanto, conseguia também as suas primeiras medalhas em pista em categoria absoluta ganhando ouro e prata no Campeonato de Alemanha.
Em 2013 estreou com a equipa profissional Futurumshop.nl, no que permaneceu dois anos. Em 2014 obteve o ouro na contrarrelógio do Europeu sub-23 e foi quarta no Campeonato Mundial. Ao ano seguinte, em 2015, alinhou pelo Velocio-SRAM e obteve a medalha de ouro na contrarrelógio por equipas do Campeonato Mundial; ainda que dias mais tarde só pôde ser 19ª na contrarrelógio individual do mesmo evento.
Em 2016 competindo com a mesma equipa, mas renomeada como Canyon-SRAM Racing, obtém a medalha de prata na contrarrelógio por equipas do Campeonato Mundial. Participou nos Jogos Olímpicos de Verão de 2016, ocupando o 9º lugar na prova de perseguição por equipas.
Em 2021, ao lado de Lisa Brennauer, Franziska Brauße e Lisa Klein, conquistou o ouro na perseguição por equipes em Tóquio 2020, estabelecendo o recorde mundial de quatro minutos, quatro segundos e 242 milésimos.

## Medalhas em competições internacionais

### Ciclismo em estrada
| Campeonato Mundial | Campeonato Mundial        | Campeonato Mundial | Campeonato Mundial                |
| Ano                | Lugar                     | Medalha            | Competição                        |
| ------------------ | ------------------------- | ------------------ | --------------------------------- |
| 2015               | Richmond (Estados Unidos) | Medalha de ouro    | Contrarrelógio por equipas        |
| 2016               | Doha (Catar)              | Medalha de prata   | Contrarrelógio por equipas        |
| 2019               | Yorkshire (Reino Unido)   | Medalha de prata   | Contrarrelógio por relevos mistos |
| Campeonato Europeu |                           |                    |                                   |
| Ano                | Lugar                     | Medalha            | Competição                        |
| 2019               | Alkmaar (Países Baixos)   | Medalha de prata   | Contrarrelógio por relevos mistos |

### Ciclismo em pista
| Campeonato Europeu | Campeonato Europeu    | Campeonato Europeu | Campeonato Europeu      |
| Ano                | Lugar                 | Medalha            | Competição              |
| ------------------ | --------------------- | ------------------ | ----------------------- |
| 2014               | Baie-Mahault (França) | Medalha de prata   | Perseguição individual  |
| 2018               | Glasgow (Reino Unido) | Medalha de bronze  | Perseguição por equipas |

## Palmarés

### Pista
2012 (como amador)
- Campeonato da Alemanha Perseguição
- 2.ª no Campeonato da Alemanha Perseguição por Equipas (fazendo equipa com Lisa Fischer, Marie Theres Ludwig e Franziska Merten)

2013
- Aguasquentes Perseguição por Equipas (fazendo equipa com Tatjana Paller, Stephanie Pohl e Gudrun Estoque)
- Campeonato da Alemanha Omnium
- 3.ª no Campeonato da Alemanha Scratch

2014
- Campeonato Europeu Perseguição sub-23
- 2.ª no Campeonato Europeu Perseguição

2015
- Campeonato da Alemanha Perseguição
- 3.ª no Campeonato Europeu Perseguição sub-23
- 2.ª no Campeonato Europeu Perseguição por Equipas sub-23 (fazendo equipa com (Lisa Klein, Anna Knauer e Gudrun Estoque)

### Estrada
2012 (como amador)
- 2.ª no Campeonato Europeu Contrarrelógio sub-23

2014
- Campeonato Europeu Contrarrelógio sub-23

2015
- Campeonato da Alemanha Contrarrelógio
- Campeonato Europeu Contrarrelógio sub-23

2016
- Campeonato da Alemanha em Estrada

2019
- 1 etapa do Healthy Ageing Tour
- 2 etapas da Graça-Orlová
- 2.ª no Campeonato da Alemanha Contrarrelógio
- Lotto Belgium Tour, mais 1 etapa

## Resultados em Grandes Voltas e Campeonatos do Mundo
Durante a sua carreira desportiva tem conseguido os seguintes postos nas Grandes Voltas femininas e nos Campeonatos do Mundo em estrada:
| Carreira           | 2013 | 2014 | 2015 | 2016 | 2017 | 2018 | 2019 |
| ------------------ | ---- | ---- | ---- | ---- | ---- | ---- | ---- |
| Giro d'Italia      | -    | -    | Ab.  | -    | -    | -    | -    |
| Tour de l'Aude     | X    | X    | X    | X    | X    | X    | X    |
| Grande Boucle      | X    | X    | X    | X    | X    | X    | X    |
| Mundial em Estrada | -    | 4.ª  | 19.ª | 72.ª | -    | -    | -    |

-: não participa

Ab.: abandono

X: edições não celebradas

## Equipas
- Futurumshop.nl (2013-2014)
  - Team Futurumshop.nl (2013)
  - Futurumshop.nl-Zannata (2014)
- Velocio-SRAM (2015)
- Canyon SRAM Racing (2016-2017)
- Team Virtu Cycling Women (2018-)